# Championnats de France de natation 2010
Navigation
Montpellier 2009 Strasbourg 2011
Les Championnats de France de natation en grand bassin 2010 se déroulent du 13 au 18 avril 2010 à Saint-Raphaël, dans le département du Var. 

## Les minima qualificatifs
Les deux (ou quatre) premiers Français(es) de chaque épreuve sont qualifié(e)s pour les Championnats d'Europe 2010 organisés à Budapest s'ils satisfont aux minima suivants :
| Style de nage | Distance | Hommes                          | Femmes                        |
| ------------- | -------- | ------------------------------- | ----------------------------- |
| Nage libre    | 50 m     | 22 s 65 — 22 s 37               | 25 s 77 — 25 s 37             |
| Nage libre    | 100 m    | 49 s 64 — 49 s 10               | 55 s 80 — 55 s 05             |
| Nage libre    | 200 m    | 1 min 49 s 23 — 1 min 48 s 08   | 2 min 0 s 48 — 1 min 58 s 97  |
| Nage libre    | 400 m    | 3 min 53 s 55 — 3 min 50 s 85   | 4 min 14 s 08 — 4 min 11 s 67 |
| Nage libre    | 800 m    | 7 min 54 s 37                   | 8 min 43 s 86 — 8 min 36 s 95 |
| Nage libre    | 1 500 m  | 15 min 32 s 18 — 15 min 19 s 16 | 16 min 36 s 23                |
| Dos           | 50 m     | 25 s 56                         | 28 s 67                       |
| Dos           | 100 m    | 55 s 80 — 55 s 04               | 1 min 2 s 49 — 1 min 1 s 36   |
| Dos           | 200 m    | 2 min 1 s 67 — 1 min 59 s 77    | 2 min 14 s 30 — 2 min 12 s 28 |
| Brasse        | 50 m     | 27 s 96                         | 31 s 80                       |
| Brasse        | 100 m    | 1 min 2 s 27 — 1 min 1 s 51     | 1 min 10 s 16 — 1 min 9 s 03  |
| Brasse        | 200 m    | 2 min 15 s 32 — 2 min 13 s 11   | 2 min 30 s 87 — 2 min 28 s 55 |
| Papillon      | 50 m     | 23 s 74                         | 26 s 52                       |
| Papillon      | 100 m    | 53 s 51 — 52 s 62               | 1 min 0 s 14 — 59 s 13        |
| Papillon      | 200 m    | 2 min 0 s 08 — 1 min 58 s 69    | 2 min 12 s 64 — 2 min 10 s 28 |
| Quatre nages  | 200 m    | 2 min 3 s 42 — 2 min 1 s 84     | 2 min 16 s 40 — 2 min 15 s 03 |
| Quatre nages  | 400 m    | 4 min 24 s 78 — 4 min 20 s 52   | 4 min 49 s 11 — 4 min 45 s 15 |

Dans les épreuves de 50 m de spécialités (papillon, dos, brasse), 1500 m et 800 m nage libre, deux nageurs au maximum sont qualifiés. Dans les autres épreuves du programme olympique, quatre nageurs peuvent être qualifiés.

Les minimas qualificatifs doivent être réalisés deux fois : le premier du tableau ci-dessus en séries, le deuxième en demi-finale ou en finale suivant le nombre de tours de qualification de l'épreuve. Dans le cas d'une épreuve à trois tours, après avoir réalisé les minima, les nageurs ou nageuses doivent être classés dans les quatre premiers de la finale pour être définitivement qualifiés.

## Record de France battu
Un seul record a été battu lors de ces championnats, le record de France du 200 m nage libre, par l'espoir masculin de la natation française, le Niçois Yannick Agnel, quand il remporte la 1re demi-finale de cette épreuve.
| Date          | Épreuve               | Nouveau détenteur | Nouveau temps | Ancien détenteur | Ancien temps  | Date          |
| 17 avril 2010 | 200 mètres nage libre | Yannick Agnel     | 1 min 46 s 35 | Amaury Leveaux   | 1 min 46 s 54 | 22 avril 2008 |

## Podiums

### Hommes
| Épreuves             | Or                                                                                             | Or            | Argent                                                                     | Argent         | Bronze                                                                                       | Bronze         |
| -------------------- | ---------------------------------------------------------------------------------------------- | ------------- | -------------------------------------------------------------------------- | -------------- | -------------------------------------------------------------------------------------------- | -------------- |
| Nage libre           |                                                                                                |               |                                                                            |                |                                                                                              |                |
| 50 m                 | Frédérick Bousquet Q CN Marseille                                                              | 21 s 71       | Fabien Gilot Q CN Marseille                                                | 21 s 97        | Alain Bernard Q CN Antibes                                                                   | 22 s 08        |
| 100 m                | Fabien Gilot CN Marseille                                                                      | 48 s 52       | Alain Bernard Q CN Antibes                                                 | 49 s 09        | William Meynard Q CN Marseille                                                               | 49 s 18        |
| 200 m                | Yannick Agnel Olympic Nice Natation                                                            | 1 min 47 s 52 | Clément Lefert Olympic Nice Natation                                       | 1 min 48 s 36  | Jérémy Stravius Amiens Métropole Natation                                                    | 1 min 48 s 47  |
| 400 m                | Sébastien Rouault Q Mulhouse ON                                                                | 3 min 48 s 57 | Yannick Agnel Q Olympic Nice Natation                                      | 3 min 49 s 83  | Sébastien Fraysse Q SN Versailles                                                            | 3 min 50 s 79  |
| 1 500 m              | Sébastien Rouault Q Mulhouse ON                                                                | 15 min 4 s 87 | Anthony Pannier Q Lyon Natation                                            | 15 min 15 s 78 | Xavier Leprêtre Lyon Natation                                                                | 15 min 22 s 54 |
| Dos                  |                                                                                                |               |                                                                            |                |                                                                                              |                |
| 50 m                 | Camille Lacourt Q CN Marseille                                                                 | 24 s 87       | Jérémy Stravius Q Amiens Métropole Natation                                | 25 s 41        | Benjamin Stasiulis Lagardère Paris Racing                                                    | 25 s 68        |
| 100 m                | Camille Lacourt Q CN Marseille                                                                 | 53 s 29       | Jérémy Stravius Q Amiens Métropole Natation                                | 54 s 22        | Éric Ress CN Antibes                                                                         | 54 s 62        |
| 200 m                | Éric Ress Q CN Antibes                                                                         | 1 min 58 s 54 | Benjamin Stasiulis Q Lagardère Paris Racing                                | 1 min 59 s 73  | Camille Lacourt CN Marseille                                                                 | 2 min 0 s 57   |
| Brasse               |                                                                                                |               |                                                                            |                |                                                                                              |                |
| 50 m                 | Maxime Bussière CN Marseille                                                                   | 28 s 10       | Hugues Duboscq CN Le Havre                                                 | 28 s 13        | Giacomo Perez-Dortona CN Marseille                                                           | 28 s 32        |
| 100 m                | Hugues Duboscq Q CN Le Havre                                                                   | 1 min 0 s 95  | Giacomo Perez-Dortona CN Marseille                                         | 1 min 2 s 00   | Maxime Bussière CN Marseille                                                                 | 1 min 2 s 77   |
| 200 m                | Hugues Duboscq Q CN Le Havre                                                                   | 2 min 12 s 38 | William Debourges CN Cannes                                                | 2 min 15 s 11  | Julien Nicolardot Mulhouse ON                                                                | 2 min 16 s 46  |
| Papillon             |                                                                                                |               |                                                                            |                |                                                                                              |                |
| 50 m                 | Frédérick Bousquet Q CN Marseille                                                              | 23 s 58       | Fabien Gilot CN Marseille                                                  | 23 s 92        | Joris Desmaret CN Marseille                                                                  | 24 s 48        |
| 100 m                | Frédérick Bousquet CN Marseille                                                                | 53 s 66       | Romain Sassot LYON Natation                                                | 53 s 73        | Joris Desmaret CN Marseille                                                                  | 54 s 28        |
| 200 m                | Christophe Lebon CN Antibes                                                                    | 1 min 58 s 88 | Thomas Vilaceca EN Albi                                                    | 1 min 59 s 51  | Jordan Coelho Étampes Natation                                                               | 1 min 59 s 93  |
| 4 nages              |                                                                                                |               |                                                                            |                |                                                                                              |                |
| 200 m                | Arnaud Rondan Nautic Club Nîmes                                                                | 2 min 2 s 98  | Ganesh Pedurand Dauphins du Toulouse OEC                                   | 2 min 4 s 16   | Fabien Horth Aqua Club Pontault-Roissy                                                       | 2 min 4 s 32   |
| 400 m                | Sébastien Rouault Mulhouse ON                                                                  | 4 min 17 s 75 | Anthony Pannier Lyon Natation                                              | 4 min 21 s 61  | Arnaud Rondan Nautic Club Nîmes                                                              | 4 min 25 s 67  |
| Relais               |                                                                                                |               |                                                                            |                |                                                                                              |                |
| 4 × 100 m nage libre | CN Marseille Grégory Mallet Nabil Kebbab ( ) Nosy Pelagie William Meynard                      | 3 min 17 s 66 | CN Antibes Yoris Grandjean ( ) Boris Steimetz Alain Bernard Clément Mignon | 3 min 19 s 05  | Dauphins Toulouse OEC François Heersbrandt ( ) Romain Landry Lorys Bourelly Mehdy Metella    | 3 min 24 s 42  |
| 4 × 200 m nage libre | CN Marseille Nabil Kebbab ( ) Fabien Gilot Camille Lacourt William Meynard                     | 7 min 28 s 97 | Lyon Natation Arthur Raffard Romain Sassot Anthony Pannier Xavier Leprêtre | 7 min 29 s 33  | Dauphins Toulouse OEC Romain Landry Antton Haramboure Paul-Bernard Marie-Rose Julien Sauvage | 7 min 30 s 59  |
| 4 × 100 m 4 nages    | Lagardère Paris Racing Benjamin Stasiulis Kristopher Gilchrist ( ) Pierre Roger Amaury Leveaux | 3 min 40 s 09 | CN Antibes Éric Ress Quentin Coton Christophe Lebon Alain Bernard          | 3 min 41 s 42  | CN Marseille Jonathan Massacand Maxime Bussière Joris Desmaret Nabil Kebbab ( )              | 3 min 42 s 93  |

### Femmes
| Épreuves             | Or                                                                                                 | Or            | Argent                                                                                              | Argent        | Bronze                                                                                 | Bronze        |
| -------------------- | -------------------------------------------------------------------------------------------------- | ------------- | --------------------------------------------------------------------------------------------------- | ------------- | -------------------------------------------------------------------------------------- | ------------- |
| Nage libre           | |               | |               |                                                                                        |               |
| 50 m                 | Hanna Shcherba ES Nanterre                                                                         | 25 s 61       | Aurore Mongel Mulhouse ON                                                                           | 25 s 67       | Angéla Tavernier CN Cannes                                                             | 25 s 77       |
| 100 m                | Coralie Balmy Dauphins du Toulouse OEC                                                             | 55 s 79       | Ophélie-Cyrielle Étienne Dauphins du Toulouse OEC                                                   | 55 s 98       | Angéla Tavernier CN Cannes                                                             | 56 s 09       |
| 200 m                | Camille Muffat Q Olympic Nice Natation                                                             | 1 min 58 s 17 | Coralie Balmy Q Dauphins du Toulouse OEC                                                            | 1 min 58 s 65 | Mylène Lazare AAS Sarcelles Natation 95                                                | 2 min 0 s 10  |
| 400 m                | Coralie Balmy Q Dauphins du Toulouse OEC                                                           | 4 min 6 s 87  | Camille Muffat Q Olympic Nice Natation                                                              | 4 min 8 s 26  | Ophélie-Cyrielle Étienne Q Dauphins du Toulouse OEC                                    | 4 min 9 s 09  |
| 800 m                | Ophélie-Cyrielle Étienne Q Dauphins du Toulouse OEC                                                | 8 min 33 s 91 | Camille Sere Stade français Ol. Courbevoie                                                          | 8 min 45 s 57 | Ophélie Aspord Aviron bayonnais                                                        | 8 min 46 s 32 |
| Dos                  | |               | |               |                                                                                        |               |
| 50 m                 | Alexianne Castel Q Dauphins du Toulouse OEC                                                        | 29 s 39       | Cloé Crédeville ES Nanterre                                                                         | 29 s 42       | Alexandra Putra Dauphins du Toulouse OEC                                               | 29 s 56       |
| 100 m                | Alexianne Castel Q Dauphins du Toulouse OEC                                                        | 1 min 0 s 66  | Alexandra Putra Dauphins du Toulouse OEC                                                            | 1 min 2 s 05  | Cloé Crédeville ES Nanterre                                                            | 1 min 2 s 22  |
| 200 m                | Alexianne Castel Q Dauphins du Toulouse OEC                                                        | 2 min 9 s 17  | Alexandra Putra Q Dauphins du Toulouse OEC                                                          | 2 min 11 s 78 | Cloé Crédeville Q ES Nanterre                                                          | 2 min 13 s 21 |
| Brasse               | |               | |               |                                                                                        |               |
| 50 m                 | Sophie de Ronchi ES Massy Natation                                                                 | 32 s 41       | Fanny Babou CNS Saint-Estève                                                                        | 32 s 49       | Andréa Baudry CN Marseille                                                             | 32 s 65       |
| 100 m                | Coralie Dobral ES Massy Natation                                                                   | 1 min 9 s 75  | Fanny Babou CNS Saint-Estève                                                                        | 1 min 9 s 87  | Sophie de Ronchi ES Massy Natation                                                     | 1 min 10 s 69 |
| 200 m                | Fanny Babou CNS Saint-Estève                                                                       | 2 min 29 s 54 | Coralie Dobral ES Massy Natation                                                                    | 2 min 30 s 02 | Julie Pujol CN Antibes                                                                 | 2 min 33 s 06 |
| Papillon             | |               | |               |                                                                                        |               |
| 50 m                 | Mélanie Henique Q Amiens Métropole Natation                                                        | 26 s 36       | Angéla Tavernier CN Cannes                                                                          | 27 s 14       | Aurore Mongel Mulhouse ON                                                              | 27 s 21       |
| 100 m                | Aurore Mongel Q Mulhouse ON                                                                        | 59 s 20       | Sophie de Ronchi ES Massy Natation                                                                  | 59 s 22       | Mélanie Henique Amiens Métropole Natation                                              | 1 min 0 s 37  |
| 200 m                | Aurore Mongel Q Mulhouse ON                                                                        | 2 min 9 s 05  | Lara Grangeon Q CN Calédoniens                                                                      | 2 min 11 s 52 | Léa Giraudon CN 95 Ézanville                                                           | 2 min 11 s 98 |
| 4 nages              | |               | |               |                                                                                        |               |
| 200 m                | Camille Muffat Q Olympic Nice Natation                                                             | 2 min 10 s 48 | Lara Grangeon Q CN Calédoniens                                                                      | 2 min 14 s 20 | Sophie de Ronchi Q ES Massy Natation                                                   | 2 min 15 s 23 |
| 400 m                | Lara Grangeon CN Calédoniens                                                                       | 4 min 44 s 88 | Marie Jugnet CN Calédoniens                                                                         | 4 min 52 s 74 | Isabelle Mabboux AC Boulogne-Billancourt                                               | 4 min 53 s 04 |
| Relais               | |               | |               |                                                                                        |               |
| 4 × 100 m nage libre | Dauphins Toulouse OEC Ophélie-Cyrielle Étienne Alexandra Putra Marie-Sophie Castelle Coralie Balmy | 3 min 45 s 46 | Olympic Nice Natation Camille Muffat Béryl Gastaldello Magali Rousseau Anna Santamans               | 3 min 47 s 09 | ES Nanterre Coralie Codevelle Katarzyna Ptasinska ( ) Sonia Bochynska ( Hanna Shcherba | 3 min 52 s 15 |
| 4 × 200 m nage libre | Dauphins Toulouse OEC Alexandra Putra Charlotte Kieffer Marie-Sophie Castelle Coralie Balmy        | 8 min 14 s 46 | Stade français Ol. Courbevoie Camille Sere Gabriella Fagundez ( ) Fella Bennaceur ( ) Clémence Real | 8 min 20 s 87 | ES Nanterre Sonia Bochynska ( ) Cloé Credeville Hanna Shcherba Coralie Codevelle       | 8 min 21 s 23 |
| 4 × 100 m 4 nages    | ES Massy Natation Saseta Estebanez ( ) Coralie Dobral Sophie de Ronchi Marine Baccheta             | 4 min 13 s 20 | Dauphins Toulouse OEC Alexianne Castel Giulia Zanone Coralie Balmy Ophélie-Cyrielle Étienne         | 4 min 18 s 08 | ES Nanterre Cloé Credeville Hanna Shcherba Katarzyna Ptasinska ( ) Sonia Bochynska (   | 4 min 20 s 07 |

Q : qualification pour les championnats d'Europe

Autres qualifiés, : 
- Épreuves individuelles :
  - Amaury Leveaux (50 m nage libre)
  - Sébastien Rouault (800 m nage libre)
  - Aurélie Muller (1500 m nage libre)
- Relais (en italique les qualifiés à titre individuel) :
  - le 4 × 100 m nage libre masculin : Alain Bernard, Boris Steimetz, Fabien Gilot et William Meynard. Frédérick Bousquet et Amaury Leveaux feront également partie du relais français à Budapest[22] ;
  - le 4 × 200 m nage libre masculin : Jérémy Stravius, Yannick Agnel, Antton Haramboure et Clément Lefert. Amaury Leveaux qui ne disputera que deux courses à Budapest (50 m nage libre et 4 × 100 m nage libre) pourra faire office de remplaçant, on pense également à Sébastien Rouault mais celui-ci disputera déjà 3 courses en Hongrie (400 m, 800 m, 1500 m)[réf. nécessaire] ;
  - le 4 × 100 m 4 nages féminin ira également à Budapest avec Alexianne Castel pour le dos, Sophie de Ronchi pour la brasse, Aurore Mongel pour le papillon, pour le nage libre, la décision sera prise sur place entre Coralie Balmy, Ophélie-Cyrielle Etienne ou Hanna Shcherba[réf. nécessaire] ;
  - le 4 × 100 m nage libre féminin sera composé de Coralie Balmy, Ophélie-Cyrielle Étienne, Hanna Shcherba et Angéla Tavernier. Un problème se pose pour la fédération française de natation : il faudra emmener deux remplaçantes puisque Coralie Balmy et Ophélie-Cyrielle Étienne doivent participer à d'autres courses (200 et 400 m pour Coralie Balmy et 400 et 800 m pour Ophélie-Cyrielle Étienne, de plus il y a également le 4 × 200 m). C'est pourquoi Aurore Mongel et Mylène Lazare sont pressenties pour aider leurs copines du relais en série[réf. nécessaire] ;
  - le 4 × 200 m nage libre féminin : Coralie Balmy, Ophélie-Cyrielle Étienne, Camille Muffat, Mylène Lazare, Margaux Farrell, Alexianne Castel et Lara Grangeon ;
  - le 4 × 100 m 4 nages masculin sera représenté par Camille Lacourt, Hugues Duboscq, Frédérick Bousquet et Alain Bernard respectivement en dos, brasse, papillon et crawl. Jérémy Stravius pourrait suppléer Camille Lacourt en dos lors des séries et Fabien Gilot, Amaury Leveaux ou William Meynard pourraient également suppléer Alain Bernard en crawl lors du tour qualificatif[réf. nécessaire].

## Épreuves hors championnat
Qualificatives pour les Championnats d'Europe.
| Épreuves | Or                                | Or             | Argent                                  | Argent      | Bronze                          | Bronze |
| -------- | --------------------------------- | -------------- | --------------------------------------- | ----------- | ------------------------------- | ------ |
| Dames    |                                   |                |                                         |             |                                 |        |
| 1 500 m  | Aurélie Muller Q CN Sarreguemines | 16 min 29 s 65 | Ophélie Aspord Bayonne-Aviron Bayonnais | 16 min 48 s |                                 |        |
| Hommes   |                                   |                |                                         |             |                                 |        |
| 800 m    | Sébastien Rouault Q Mulhouse ON   | 7 min 51 s 94  | Anthony Pannier Lyon Natation           |             | Sébastien Fraysse SN Versailles |        |